# Керакский тоннель
Керакский тоннель — двухпутный железнодорожный тоннель на перегоне Ульручьи — Ковали, самый длинный на Забайкальской железной дороге. Расположен в Сковородинском районе Амурской области.

## История
Керакский тоннель на Транссибе построен в 1910—1911 годах, пересекает Петровский хребет. Протяжённость тоннеля — 910 метров. Название получил в честь реки Керак в Амурской области. За 110 лет эксплуатации сооружение исчерпало свой ресурс, в связи чем было принято решение возвести новый тоннель рядом с действующим. Протяжённость нового Керакского тоннеля составит 926 метров, он станет самым длинным на Забайкальской железной дороге.

## Эксплуатация
В среднем за сутки по Керакскому тоннелю проходит 80 пар поездов. Электровозы следуют по тоннелю с опущенными токоприёмниками. На участке ограничена скорость движения поездов — с 60 до 40 км/ч. Кроме того, в тоннеле есть негабаритные участки, что делает невозможным пропуск перспективного подвижного состава.
Старый Керакский тоннель не отвечает современным требованиям безопасности, габаритам и пропускной способности. В 2010 году сооружение признали аварийным, а его ремонт нецелесообразным. Внутренняя отделка обветшала, часто через неё просачивается вода. По стенам и сводам колец обделки тоннеля наблюдается выщелачивание цементного раствора, в некоторых местах образовались сталактиты и мокрые потёки. В осенне-зимний период из-за протечек воды в тоннеле образуются наледи и сосульки, что приводит к отказам технических средств и коротким замыканиям контактной сети.

## Проектирование нового тоннеля
Проектно-изыскательские работы начались в 2016 году. Новое инженерное сооружение спроектировали специалисты института «Сибгипротранспуть» — филиала АО «Росжелдорпроект» в сотрудничестве с проектировщиками «БАМтоннельпроекта». Проектные решения получили положительное заключение ФАУ «Главгосэкспертиза России». Проект предусматривает строительство двухпутного железнодорожного тоннеля на расстоянии около 25 м от существующего. По окончании строительства действующий старый тоннель будет выполнять функции дренажного сооружения.

## Строительство нового Керакского тоннеля
Строительство нового Керакского тоннеля началось в 2021 году. Генеральный подрядчик — компания «Бамстроймеханизация» (входит в ГК Нацпроектстрой). Тоннель расположен в сейсмоактивной зоне, на территории с обводнёнными грунтами. Ещё на этапе проектирования были учтены все геологические и гидрологические особенности местности, чтобы максимально защитить объект от их воздействия.
Сооружение возводится с применением современных технологий. Проходка тоннеля шла с двух сторон одновременно. Из-за разной плотности скальных пород работы с востока проводили буровзрывным способом, а с запада — с помощью горного экскаватора.
Сбойку тоннеля выполнили 21 июня 2022 года, через 11 месяцев после начала строительства.
Движение по новому тоннелю было запущено 15 декабря 2023 года.